# Степанівка (Конотопський район)
Степа́нівка — село в Україні, у Буринській міській громаді Конотопського району Сумської області. Населення становить 644 осіб. До 2017 орган місцевого самоврядування — Степанівська сільська рада.

## Географія
Село Степанівка розатшоване на одному із витоків річки Чаша, нижче за течією на відстані 4 км розташоване місто Буринь. На відстані 1.5 км розташоване село Чалищівка.
На річці декілька загат.
Поруч пролягає автомобільний шлях Т 1910, залізниця, за 3 км станція Степанівка.

## Історія
- До початку 19 століття, була частиною Попової Слободи, яка була у власності графа Апраксина.
- За даними на 1862 рік у казенному та власницькому селі Путивльського повіту Курської губернії мешкало 684 особи (338 чоловіків та 346 жінка), налічувалось 69 дворових господарств[1].
- Станом на 1880 рік у колишньому державному та власницькому селі Буринської волості мешкало 882 особи, налічувалось 130 дворових господарств, існували 13 вітряних млинів[2].
- Село постраждало внаслідок геноциду українського народу, проведеного урядом СССР 1932—1933 та 1946–1947 роках, встановлено смерті 26 людей[3].
- 12 червня 2020 року, відповідно до розпорядження Кабінету Міністрів України № 723-р «Про визначення адміністративних центрів та затвердження територій територіальних громад Сумської області», село увійшло до складу Буринської міської громади[4].
- 19 липня 2020 року, в результаті адміністративно-територіальної реформи та ліквідації Буринського району, увійшло до складу новоутвореного Конотопського району[5].

## Населення

### Мова
Розподіл населення за рідною мовою за даними перепису 2001 року:
| Мова            | Кількість | Відсоток |
| --------------- | --------- | -------- |
| українська      | 634       | 98.45%   |
| російська       | 9         | 1.40%    |
| інші/не вказали | 1         | 0.15%    |
| Усього          | 644       | 100%     |

## Економіка
- Молочно-товарна ферма.

## Соціальна сфера
- Дитячий садок.
- Школа.

## Відомі люди
- Базарний Олександр Семенович — старший солдат Збройних сил України, учасник російсько-української війни[7].
- Борщенко Петро Григорович — український музикант, діяч хорового мистецтва, диригент, керівник аматорського народного хору «Червона Калина», Заслужений працівник культури України.